# Locking (Anglia)
Locking – wieś w Anglii, w hrabstwie ceremonialnym Somerset, w dystrykcie (unitary authority) North Somerset. Leży 27 km na południowy zachód od miasta Bristol i 195 km na zachód od Londynu. W 2001 miejscowość liczyła 2144 mieszkańców.